# Corta de los Silos
La Corta de los Silos fue una explotación minera española situada en el término municipal de La Zarza-Perrunal, en la provincia de Huelva, que a su vez forma parte de la cuenca minera de Tharsis-La Zarza. Llegó a estar activa desde finales del siglo XIX hasta finales del siglo XX, si bien en la actualidad se encuentra inactiva. La corta tiene unas dimensiones de 860 metros de longitud y 200 metros de anchura, con una profundidad de 45 metros.
Desde 2014 la Corta de los Silos está incluida como Bien de Interés Cultural en el Catálogo General del Patrimonio Histórico Andaluz.

## Historia
Desde mediados del siglo XIX la mina de La Zarza había sido explotada por varias empresas de capital francés y británico, que realizaron labores subterráneas en su mayor parte. Los principales trabajos fueron llevados a cabo bajo iniciativa de la Tharsis Sulphur and Copper Company Limited. A partir de 1886 se puso en marcha la extracción a cielo abierto al pie del Cabezo de los Silos. Los intensos trabajos mineros llevaron a la formación de una «corta» de un tamaño considerable, con forma de doble lentejón. En 1913 se suspendieron las labores a cielo abierto, continuándose la extracción de mineral mediante labores subterráneas. A finales de la década de 1920 la corta tenía unas dimensiones de 850 metros de longitud por 160 metros de anchura.
En la década de 1970 las instalaciones pasaron a manos de la Compañía Española de Minas de Tharsis. Las actividades mineras cesaron en 1991, quedando abandonadas las instalaciones con posterioridad a 1995. En la actualidad la corta se encuentra inundada de forma parcial, habiéndose formado un lago.